# NGC 497
في الفهرس العام الجديد NGC 497 هي مجرة حلزونية ضلعية تبعد حوالي 380 مليون سنة ضوئية عن النظام الشمسي
في إتجاة كوكبة قيطس وتمتد لنحو 220 ألف سنه ضوئيه عرضاً. اكتشفت من قبل عالم الفلك الفرنسي إدوارد ستيفان في 6 نوفمبر عام 1882 . تستخدم مجرة NGC 497 في أطلس المجرات الغريبة لهالتون آرب كمثال على المجرة الحلزونية ذات الأذرع المتشعبة.
ولقد وصف دراير المجرة «بالمستديرة والمزركشة والخافتة للغاية والصغيرة جدا، أكثر سطوع بقليل في وسطها».

## وصلات خارجية
- Basic data : NGC 497 -- Interacting Galaxies
- NGC 497 على موقع ويكي سكاي: DSS2, SDSS, GALEX, IRAS, Hydrogen α, X-Ray, Astrophoto, Sky Map, Articles and images